# Bo Andersen
Bo Braastrup Andersen (Slagelse, 26 marzo 1976) è un allenatore di calcio ed ex calciatore danese, di ruolo portiere.

## Carriera

### Giocatore

#### Club
Andersen giocò per lo Slagelse, per il Lyngby, gli inglesi del Bristol City e per gli svedesi del Djurgården. Nel 2000 passò al Viking, per cui esordì nella Tippeligaen il 16 aprile 2001, schierato titolare nella vittoria per 4-3 sul Rosenborg.
Passò poi agli spagnoli del Las Palmas, per poi tornare in patria per militare nelle file del Køge. Nel 2005, tornò in Norvegia, nel Tromsø: debuttò in squadra il 10 aprile, nel pareggio per 1-1 sul campo dell'Odd Grenland. Si trasferì poi allo Slagelse e allo Stavanger.
Il 30 marzo 2010, si trasferì al Sandnes Ulf. Il primo incontro con questa squadra fu datato 5 aprile, quando giocò nella sconfitta per 1-0 contro il Moss.

### Allenatore
A partire dal 1º gennaio 2013, diventò allenatore dello Stavanger. Il 4 dicembre 2013, venne reso noto che sarebbe diventato allenatore del Vaulen a partire dal 1º gennaio successivo.